# Lil Twist
Christopher Lynn Moore (11 de janeiro de 1993), conhecido pelo nome Lil Twist é um rapper norte-americano. Tem contrato com a Young Money Entertainment.
Comessou a Sua 1° Aparição no Vídeo da Young Money 
|
- Lançamento: Verão norte-americano de 2013
- Gravadora: Young Money, Cash Money, Universal Republic
- Formato: CD, download digital

|-
|}

## Mixtapes
| Título                        | Detalhes                                                          |
| ----------------------------- | ----------------------------------------------------------------- |
| The Year Book                 | - Lançamento: 21 de agosto de 2009 - Formato: Download digital    |
| Class President               | - Lançamento: 21 de novembro de 2009 - Formato: Download digital  |
| The Takeover                  | - Lançamento: 29 de outubro de 2010 - Formato: Download digital   |
| The Golden Child              | - Lançamento: 20 de dezembro de 2011 - Formato: Download digital  |
| 3 Weeks In Miami (com Khalil) | - Lançamento: 14 de fevereiro de 2012 - Formato: Download digital |

## Álbuns colaborativos
- We Are Young Money (com Young Money Entertainment) (2009)